# Gradska knjižnica Rijeka
Gradska knjižnica Rijeka (GKR) središnja je narodna knjižnica grada Rijeke, matična knjižnica za narodne i školske 
knjižnice Primorsko-goranske županije. Nastala je kao nastavak tradicije Narodne čitaonice riječke osnovane 1849. godine i Gradske biblioteke Sušak osnovane 1930. godine. Ona 
nabavlja, čuva i daje na korištenje sve vrste knjižnične građe, priprema, istražuje i daje sve vrste knjižničnih informacija. Raznim aktivnostima animira, motivira i educira korisnike, a sve u funkciji promocije knjige, čitanja, znanja, podizanja opće obrazovne i kulturne razine stanovništva. 

## Povijest
Povijest Gradske knjižnice Rijeka izrazito je kompleksna zbog egzistencije u gradu složene povijesti kao što je Rijeka. Izvorište ima u dvije institucije – razvoju Narodne čitaonice riječke od 1849. godine i Gradske biblioteke Sušak osnovane 1930. godine ne bi li nakon udruživanja subjekata 1962. godine nastala Gradska biblioteka Rijeka, konačno preimenovana u Gradsku knjižnicu Rijeka 1999. godine. Godine 1960. osnovana je i Dječja knjižnica Beli kamik. U vrijeme spajanja knjižnica Rijeka je imala 134 371 stanovnika, a članova svih knjižnica je bilo tek 7 833. Godine 1966. centralni odjel seli u Palaču Modello u Rijeci gdje djeluje i danas. 
Položaj u gradskome središtu odrazio se na rad porastom broja korisnika i izdanih knjiga, a uvode se i nove usluge. Godine 1967. kupljene su gramofonske ploče koje su trebale biti zametak glazbene slušaonice. Oživljen je cjelokupan rad s korisnicima, pa je u prvih šest mjeseci 1967. godine zabilježena posjeta 250 000 građana. Osamdesete su prošle u znaku BIS-a prema kojem su knjižnice trebale postati bibliotečno-informacijski centri u čemu su trebale imati ulogu informacijskog čvorišta tijelima uprave. 
Nakon ostvarivanja samostalnosti Republike Hrvatske knjižnica postupno ulazi u informatičku eru, pristupa se bar-kodiranju knjiga i unošenju podataka o korisnicima u računalo. Zapuštene i preblizu smještene zatvaraju se 1994. godine dvije dječje knjižnice Beli kamik i Sušak, a otvara kvalitetnija Dječja knjižnica Stribor. Ista godina važna je i zbog nabave novih medija - prvih CD-ROM-ova pri čemu su nabavljeni Encyclopedia Britannica 2.0, Multimedia McGrow Hill Encyclopedia of Science and Technology i World Biographical Index. Od 1995. godine korisnicima je omogućeno besplatno korištenje interneta čime je postala prva narodna knjižnica u Hrvatskoj koja je uvela takvu uslugu. Gradska knjižnica Rijeka je 1997. godine među prvima u Hrvatskoj postavila elektronski sustav za zaštitu knjiga od krađe. 
Dosadašnji direktori odnosno ravnatelji Gradske knjižnice Rijeka bili su Vladimir Pavlinić, Borka Bačić, Smiljka Vulinović, Jadranka Janjatović, Marija Šegota-Novak i Gorana Tuškan Mihočić, dok je trenutni ravnatelj Niko Cvjetković. 

## Djelatnost
Djelatnost Gradske knjižnice Rijeka obuhvaća: 
- nabavu knjižnične građe,
- stručnu obradu,  čuvanje i zaštitu knjižnične građe, te provođenje mjera zaštite knjižnične građe koja je kulturno dobro,
- izradu i objavljivanje biltena, kataloga, bibliografija i drugih informacijskih pomagala te stručnih publikacija,
- sudjelovanje u izradi skupnih kataloga i baza podataka,
- omogućavanje pristupačnosti knjižnične građe i informacija korisnicima prema njihovim potrebama i zahtjevima,
- osiguranje korištenja i posudbe knjižnične građe, te protok informacija,
- poticanje i pomoć korisnicima Knjižnice pri izboru i korištenju knjižnične građe, informacijskih pomagala i izvora,
- vođenje dokumentacije o građi i korisnicima,
- obavljanje poslova matične djelatnosti za školske i narodne knjižnice na području Primorsko-goranske županije, - organiziranje stručnih skupova, predavanja, tečajeva, seminara, radionica i sličnih skupova s područja knjižnične djelatnosti,
- organiziranje edukativnih i kulturnih programa i akcija vezanih uz djelatnost Knjižnice,
- prodaju na malo vlastitih i drugih izdanja i proizvoda koji promoviraju djelatnost Knjižnice,
- nakladničku djelatnost - izdavanje stručnih i znanstvenih publikacija u okviru knjižnične djelatnosti,
- domaću i međunarodnu suradnja s udrugama, pojedincima i ustanovama na području knjižnične djelatnosti.

U čast pisca Drage Gervaisa knjižnica u suradnji s Gradom Rijekom dodjeljuje Književnu nagradu Drago Gervais.

## Odjeli i ogranci
Gradska knjižnica Rijeka organizirana je kroz:
- Središnji odjel
- Dječji odjel Stribor – središnja dječja knjižnica u gradu Rijeci. Nastala je 1994. godine spajanjem fondova dječjih knjižnica Beli kamik i Sušak. Fond čine knjižnice čine slikovnice, stripovi, lijepa književnost za malu djecu i malo veću djecu, teen zbirka, stručne knjige za školarce, knjige za roditelje, odgojitelje, učitelje, priručna literatura, zavičajna zbirka, dječje knjige na stranim jezicima, časopisi, AVE građa. Dječji odjel Stribor važan je dio projekta revitalizacije kompleksa "Benčić" te u proljeće 2021. godine seli u prostor novoizgrađene Dječje kuće.[1] Dječju kuću združeno formiraju 4. gradske ustanove u art-kvartu Benčić.[2]
- Odjel periodike
- Narodnu čitaonicu
- Ogranak Drenova
- Ogranak Turnić
- Ogranak Zamet
- Gradski bibliobus
- Županijski bibliobus

## Bibliobus
Od godine 1969. usluge posuđivanja knjiga pruža i Bibliobus koji je bio prva usluga takve vrste u Hrvatskoj i Jugoslaviji.

## Usluge
Temeljna usluga Knjižnice je posuđivanje: 
- knjiga
- glazbenih CD-a
- filmskih DVD-a
- zvučnih knjiga
- multimedijalnih CD ROM-ova

Moguće je ostvariti rezervaciju i međuknjižničnu posudbu. 
Knjižničari-informatori pružaju usluge informiranja u svezi referalnih i referentnih informacija, pronalaženja službenih i poslovnih informacija, literature za pripremu školske lektire, izvora za pripremu referata i seminarskih radova, tematskih bibliografskih popisa za izradu maturalnih, dodiplomskih i poslijediplomskih radova i pretraživanje mrežnih izvora. Pružaju se i edukacijske usluge dok se za djecu organiziraju osnovni edukacijski programi za korištenje knjižnice, knjižničnih izvora, usluga i programa. 
Od 1994. godine među prvima u Hrvatskoj Gradska knjižnica Rijeka osigurala je svojim članovima besplatan pristup internetu. 
Jedna od većih i kvalitetnijih aktivnosti ostvaruje se organiziranjem programa za djecu i mlade koji za svrhu imaju razvoj kulture čitanja, pismenosti i kulturnog standarda. 

## Budućnost
Grad Rijeka je kao osnivač Gradske knjižnice Rijeka uočio 2001. godine da postojeći prostorni uvjeti u kojima ta ustanova djeluje već pedeset godina predstavljaju kočnicu njenog daljnjeg razvoja. Krajem iste godine donesena je odluka o izgradnji nove zgrade. Kao lokacija za izgradnju nove zgrade knjižnice prihvaćen je Klobučarićev trg u Starom gradu. Zgrada je zamišljena prema projektu Hrvoja Njirića i Vedrana Škopca. Njihov projekt interpretirao je temu impostacije suvremenog javnog objekta u povijesno okružje Staroga grada, te ispitivao nove tipološke obrasce za multimedijalni centar 21. stoljeća. Nakon višegodišnjih peripetija i recesijskih uvjeta koji su izgradnju tog tipa nove zgrade učinili nemogućom u srpnju 2012. godine objavljeno je da se odustaje od projekta na Klobučarićevom trgu već se cijeli kompleks seli na područje bivše tvornice "Rikard Benčić". Izvedba u kompleksu "Rikard Benčić" realizira se prema projektu arhitekta Saše Randića, a zgrade knjižnice čine Dječja kuća s dječjim odjelom i preuređivanje tzv. t.-objekta u središnju knjižničnu zgradu. Radovi na realizaciji su počeli 2019. godine.

## Vanjske poveznice
- Gkr.hr – Službene stranice gradske knjižnice Rijeka